# Steinchisma cupreum
Steinchisma cupreum är en gräsart som först beskrevs av Albert Spear Hitchcock och Mary Agnes Chase, och fick sitt nu gällande namn av Walter Varian Brown. Steinchisma cupreum ingår i släktet Steinchisma och familjen gräs. Inga underarter finns listade i Catalogue of Life.